# Effectif des équipes au Championnat d'Europe de football 2012
Cet article énonce les listes des joueurs de chaque équipe ayant participé au Championnat d'Europe de football 2012 en Pologne et en Ukraine (8 juin-1er juillet).
Chaque nation doit avoir une liste de 23 joueurs, dont trois doivent être des gardiens. Chaque liste doit être définitive avant le 29 mai 2012. Un joueur qui déclare forfait avant le premier match de son équipe peut être remplacé par un joueur venant d'une liste de réservistes.
Sélections et buts mis à jour le 23 mai 2012

## Joueurs par championnat
368 joueurs ont été sélectionnés pour cet Euro. Voici le tableau récapitulatif des joueurs par championnat :
| Position | Pays            | Championnat             | Nombre de joueurs |
| -------- | --------------- | ----------------------- | ----------------- |
| 1re      | Angleterre      | Premier League          | 79 joueurs        |
| 2e       | Allemagne       | Bundesliga              | 48 joueurs        |
| 3e       | Espagne         | Primera División        | 33 joueurs        |
| 4e       | Italie          | Serie A et B            | 31 joueurs        |
| 5e       | Russie          | Première ligue          | 29 joueurs        |
| 6e       | Ukraine         | Premier-Liga            | 27 joueurs        |
| 7e       | France          | Ligue 1 et 2            | 25 joueurs        |
| 8e       | Grèce           | Superleague             | 17 joueurs        |
| 9e       | Pays-Bas        | Eredivisie              | 16 joueurs        |
| 10e      | Portugal        | Superliga               | 12 joueurs        |
| 11e      | Turquie         | Süper Lig               | 9 joueurs         |
| 12e      | Danemark        | SAS Ligaen              | 8 joueurs         |
| 12e      | Tchéquie        | Gambrinus Liga          | 8 joueurs         |
| 14e      | Pologne         | Ekstraklasa             | 5 joueurs         |
| 15e      | Belgique        | Jupiler Pro League      | 4 joueurs         |
| 15e      | Écosse          | Scottish Premier League | 4 joueurs         |
| 15e      | Croatie         | T-Com Prva HNL          | 4 joueurs         |
| 18e      | Suède           | Allsvenskan             | 3 joueurs         |
| 19e      | Arabie saoudite | Première Disivion       | 1 joueur          |
| 19e      | Chypre          | Marfin Laiki League     | 1 joueur          |
| 19e      | États-Unis      | Major League Soccer     | 1 joueur          |
| 19e      | Israël          | Ligat Toto              | 1 joueur          |
| 19e      | Roumanie        | Liga I                  | 1 joueur          |
| 19e      | Suisse          | Super League            | 1 joueur          |

## Joueurs par clubs
Ci-dessous, les principaux clubs représentés à l'Euro.
- Bayern Munich (12 joueurs)
  -  Allemagne (8) : Manuel Neuer, Holger Badstuber, Philipp Lahm, Jérôme Boateng, Bastian Schweinsteiger, Thomas Müller, Toni Kroos, Mario Gómez ;
  -  France (1) : Franck Ribéry ;
  -  Pays-Bas (1) : Arjen Robben ;
  -  Croatie (1)[5] : Danijel Pranjić ;
  -  Ukraine (1) : Anatoli Tymochtchouk.
- Real Madrid (11 joueurs)
  -  Espagne (5) :  Iker Casillas, Raúl Albiol, Sergio Ramos, Álvaro Arbeloa, Xabi Alonso ;
  -  Portugal (3) : Pepe, Fábio Coentrão, Cristiano Ronaldo ;
  -  Allemagne (2) : Sami Khedira, Mesut Özil ;
  -  France (1) : Karim Benzema.
- Dynamo Kiev (10 joueurs)
  -  Ukraine (9) : Maxym Koval, Ievhen Khatcheridi, Taras Mykhalyk, Denys Harmach, Olexandre Aliev, Oleh Houssiev, Andri Chevtchenko, Andri Iarmolenko, Artem Milevsky ;
  -  Croatie (1) : Ognjen Vukojević.
- Borussia Dortmund (8 joueurs)
  -  Allemagne (4) : Marcel Schmelzer, Mats Hummels, Ilkay Gündogan, Mario Götze ;
  -  Pologne (3) : Łukasz Piszczek, Jakub Błaszczykowski, Robert Lewandowski ;
  -  Croatie (1) : Ivan Perišić.
- FC Barcelone (8 joueurs)
  -  Espagne (7) : Víctor Valdés, Gerard Piqué, Andrés Iniesta, Xavi Hernández, Cesc Fàbregas, Sergio Busquets, Pedro Rodríguez ;
  -  Pays-Bas (1) : Ibrahim Afellay.
- FC Chakhtar Donetsk (8 joueurs)
  -  Ukraine (5) : Andri Piatov, Olexandre Koutcher, Viatcheslav Chevtchouk, Iaroslav Rakitsky, Ievhen Selezniov ;
  -  Croatie (2) : Darijo Srna, Eduardo ;
  -  Tchéquie (1) : Tomáš Hübschman.
- Zénith Saint-Pétersbourg (8 joueurs)
  -  Russie (7) : Viatcheslav Malafeïev, Alexandre Anioukov, Roman Chirokov, Igor Denissov, Konstantine Zyrianov, Andreï Archavine, Alexandre Kerjakov ;
  -  Portugal (1) : Bruno Alves.
- Manchester City (8 joueurs)
  -  Angleterre (3) : Joe Hart, Joleon Lescott, James Milner ;
  -  France (2) : Samir Nasri, Gaël Clichy ;
  -  Espagne (1) : David Silva ;
  -  Italie (1) : Mario Balotelli ;
  -  Pays-Bas (1) : Nigel de Jong.
- Chelsea (7 joueurs)
  -  Angleterre (2)[6] : Ashley Cole, John Terry ;
  -  Espagne (2) : Juan Mata, Fernando Torres ;
  -  Tchéquie (1) : Petr Čech ;
  -  Portugal (1) : Raul Meireles ;
  -  France (1) : Florent Malouda.

### Clubs français
25 joueurs évoluant dans des clubs français (Ligue 1/Ligue 2), ont été sélectionnés pour l'Euro.
- Paris Saint-Germain (4 joueurs)
  -  France (2) : Blaise Matuidi, Jérémy Ménez ;
  -  Italie (2) : Salvatore Sirigu, Thiago Motta.
- Évian Thonon-Gaillard FC (4 joueurs)
  -  Danemark (4) : Stephan Andersen, Daniel Wass, Christian Poulsen, Thomas Kahlenberg.
- Olympique lyonnais (3 joueurs)
  -  France (2) : Hugo Lloris, Anthony Réveillère ;
  -  Suède (1) : Kim Källström.
- Olympique de Marseille (3 joueurs)
  -  France (3) : Steve Mandanda, Alou Diarra, Mathieu Valbuena.
- Girondins de Bordeaux (3 joueurs)
  -  France (1) : Cédric Carrasso ;
  -  Tchéquie (1) : Jaroslav Plašil ;
  -  Pologne (1) : Ludovic Obraniak.
- FC Sochaux (2 joueurs)
  -  France (1) : Marvin Martin ;
  -  Pologne (1) : Damien Perquis.
- AS Monaco (2 joueurs)
  -  Croatie (1) : Danijel Subašić ;
  -  Grèce (1) : Giorgos Tzavellas.
- LOSC Lille Métropole (1 joueur)
  -  France (1) : Mathieu Debuchy.
- Montpellier HSC (1 joueur)
  -  France (1) : Olivier Giroud.
- Stade rennais (1 joueur)
  -  France (1) : Yann M'Vila.
- AJ Auxerre (1 joueur)
  -  Pologne (1) : Dariusz Dudka.

## Groupe A

### Pologne
Entraîneur :  Franciszek Smuda
Le 2 mai 2012, le sélectionneur annonce une liste de 26 joueurs qui est ensuite réduite à 23 joueur le 27 mai 2012.
| Numéro / Nom       | Numéro / Nom          | Équipe                 | Sél. (but)      | Date de naissance | J.              |                 |                 |                 |                 |
| Gardiens de but    | Gardiens de but       | Gardiens de but        | Gardiens de but | Gardiens de but   | Gardiens de but | Gardiens de but | Gardiens de but | Gardiens de but | Gardiens de but |
| ------------------ | --------------------- | ---------------------- | --------------- | ----------------- | --------------- | --------------- | --------------- | --------------- | --------------- |
| 1                  | Wojciech Szczęsny     | Arsenal                | 10 (0)          | 18 avril 1990     | 1               | 0               | 0               | 0               | 1               |
| 12                 | Grzegorz Sandomierski | Jagiellonia Białystok  | 3 (0)           | 5 septembre 1989  | 0               | 0               | 0               | 0               | 0               |
| 22                 | Przemysław Tytoń      | PSV Eindhoven          | 5 (0)           | 4 janvier 1987    | 3               | 0               | 0               | 0               | 0               |
| Défenseurs         |                       |                        |                 |                   |                 |                 |                 |                 |                 |
| 2                  | Sebastian Boenisch    | Werder Brême           | 6 (0)           | 1er février 1987  | 3               | 0               | 0               | 0               | 0               |
| 3                  | Grzegorz Wojtkowiak   | Lech Poznań            | 19 (0)          | 26 janvier 1984   | 0               | 0               | 0               | 0               | 0               |
| 4                  | Marcin Kamiński       | Lech Poznań            | 3 (0)           | 15 janvier 1992   | 0               | 0               | 0               | 0               | 0               |
| 13                 | Marcin Wasilewski     | RSC Anderlecht         | 48 (2)          | 9 juin 1980       | 3               | 0               | 1               | 0               | 0               |
| 14                 | Jakub Wawrzyniak      | Legia Varsovie         | 26 (0)          | 7 juillet 1983    | 0               | 0               | 0               | 0               | 0               |
| 15                 | Damien Perquis        | FC Sochaux-Montbéliard | 7 (1)           | 10 avril 1984     | 3               | 0               | 1               | 0               | 0               |
| 20                 | Łukasz Piszczek       | Borussia Dortmund      | 24 (0)          | 3 juin 1985       | 3               | 0               | 0               | 0               | 0               |
| Milieux de terrain |                       |                        |                 |                   |                 |                 |                 |                 |                 |
| 5                  | Dariusz Dudka         | AJ Auxerre             | 63 (2)          | 9 décembre 1983   | 2               | 0               | 0               | 0               | 0               |
| 6                  | Adam Matuszczyk       | Fortuna Düsseldorf     | 19 (1)          | 14 février 1989   | 1               | 0               | 0               | 0               | 0               |
| 7                  | Eugen Polanski        | FSV Mayence            | 8 (0)           | 17 mars 1986      | 3               | 0               | 2               | 0               | 0               |
| 8                  | Maciej Rybus          | Terek Grozny           | 21 (1)          | 19 août 1989      | 1               | 0               | 0               | 0               | 0               |
| 10                 | Ludovic Obraniak      | Girondins de Bordeaux  | 23 (5)          | 10 novembre 1984  | 3               | 0               | 0               | 0               | 0               |
| 11                 | Rafał Murawski        | Lech Poznań            | 43 (1)          | 9 octobre 1981    | 3               | 0               | 1               | 0               | 0               |
| 16                 | Jakub Błaszczykowski  | Borussia Dortmund      | 51 (9)          | 14 décembre 1985  | 3               | 1               | 1               | 0               | 0               |
| 19                 | Rafał Wolski          | Legia Varsovie         | 3 (0)           | 10 novembre 1992  | 0               | 0               | 0               | 0               | 0               |
| 21                 | Kamil Grosicki        | Sivasspor              | 13 (0)          | 8 juin 1988       | 1               | 0               | 0               | 0               | 0               |
| Attaquants         |                       |                        |                 |                   |                 |                 |                 |                 |                 |
| 9                  | Robert Lewandowski    | Borussia Dortmund      | 42 (14)         | 21 août 1988      | 3               | 1               | 1               | 0               | 0               |
| 17                 | Artur Sobiech         | Hanovre 96             | 5 (1)           | 12 juin 1990      | 0               | 0               | 0               | 0               | 0               |
| 18                 | Adrian Mierzejewski   | Trabzonspor            | 23 (1)          | 6 novembre 1986   | 2               | 0               | 0               | 0               | 0               |
| 23                 | Paweł Brożek          | Celtic                 | 34 (8)          | 21 avril 1983     | 2               | 0               | 0               | 0               | 0               |

 = capitaine --  Gardien de butDéfenseurMilieu de terrainAttaquantSélectionneur

### Grèce
Entraîneur :  Fernando Santos
Le 10 mai, le sélectionneur portugais a dévoilé une liste de douze joueurs évoluant à l'étranger. Il l'élargit à 25 joueurs le 17 mai. Le 29 mai, la liste est finalement réduite à 23 joueurs.
| Numéro / Nom       | Numéro / Nom              | Équipe            | Sél. (but)      | Date de naissance | J.              |                 |                 |                 |                 |
| Gardiens de but    | Gardiens de but           | Gardiens de but   | Gardiens de but | Gardiens de but   | Gardiens de but | Gardiens de but | Gardiens de but | Gardiens de but | Gardiens de but |
| ------------------ | ------------------------- | ----------------- | --------------- | ----------------- | --------------- | --------------- | --------------- | --------------- | --------------- |
| 1                  | Konstantínos Chalkiás     | PAOK Salonique    | 30 (0)          | 30 mai 1974       | 2               | 0               | 0               | 0               | 0               |
| 12                 | Aléxandros Tzórvas        | US Palerme        | 16 (0)          | 12 août 1982      | 0               | 0               | 0               | 0               | 0               |
| 13                 | Michális Sifákis          | Aris              | 12 (0)          | 9 septembre 1984  | 3               | 0               | 0               | 0               | 0               |
| Défenseurs         |                           |                   |                 |                   |                 |                 |                 |                 |                 |
| 2                  | Ioánnis Maniátis          | Olympiakos        | 9 (0)           | 12 novembre 1986  | 4               | 0               | 0               | 0               | 0               |
| 3                  | Yióryos Tzavéllas         | AS Monaco         | 6 (0)           | 26 novembre 1987  | 2               | 0               | 0               | 0               | 0               |
| 4                  | Stélios Malezás           | PAOK Salonique    | 2 (0)           | 15 novembre 1986  | 0               | 0               | 0               | 0               | 0               |
| 5                  | Kyriakos Papadopoulos     | Schalke 04        | 8 (3)           | 23 février 1992   | 4               | 0               | 1               | 0               | 0               |
| 15                 | Vasílis Torosídis         | Olympiakos        | 44 (6)          | 10 juin 1985      | 4               | 0               | 1               | 0               | 0               |
| 19                 | Sokrátis Papastathópoulos | Werder Brême      | 28 (0)          | 9 juin 1988       | 3               | 0               | 3               | 1               | 0               |
| 20                 | José Holebas              | Olympiakos        | 4 (0)           | 27 juin 1984      | 3               | 0               | 2               | 0               | 0               |
| Milieux de terrain |                           |                   |                 |                   |                 |                 |                 |                 |                 |
| 6                  | Grigóris Mákos            | AEK Athènes       | 11 (0)          | 18 janvier 1987   | 2               | 0               | 0               | 0               | 0               |
| 8                  | Avraám Papadópoulos       | Olympiakos        | 33 (0)          | 3 décembre 1984   | 1               | 0               | 0               | 0               | 0               |
| 10                 | Yórgos Karagoúnis         | Panathinaïkos     | 117 (8)         | 6 mars 1977       | 3               | 1               | 2               | 0               | 0               |
| 16                 | Giórgos Fotákis           | PAOK Salonique    | 10 (2)          | 29 octobre 1981   | 2               | 0               | 0               | 0               | 0               |
| 18                 | Sotíris Nínis             | Panathinaïkos     | 19 (2)          | 3 avril 1990      | 3               | 0               | 0               | 0               | 0               |
| 21                 | Kóstas Katsouránis        | Panathinaïkos     | 91 (9)          | 21 juin 1979      | 4               | 0               | 0               | 0               | 0               |
| 22                 | Konstantínos Fortoúnis    | FC Kaiserslautern | 3 (0)           | 16 octobre 1992   | 2               | 0               | 0               | 0               | 0               |
| 23                 | Ioánnis Fetfatzídis       | Olympiakos        | 13 (3)          | 21 décembre 1990  | 0               | 0               | 0               | 0               | 0               |
| Attaquants         |                           |                   |                 |                   |                 |                 |                 |                 |                 |
| 7                  | Yeóryos Samarás           | Celtic            | 54 (7)          | 21 février 1985   | 4               | 1               | 1               | 0               | 0               |
| 9                  | Níkos Liberópoulos        | AEK Athènes       | 75 (13)         | 4 août 1975       | 1               | 0               | 0               | 0               | 0               |
| 11                 | Konstantínos Mítroglou    | Atromitos FC      | 13 (0)          | 12 mars 1988      | 1               | 0               | 0               | 0               | 0               |
| 14                 | Dimítris Salpingídis      | PAOK Salonique    | 56 (7)          | 10 août 1981      | 4               | 1               | 1               | 0               | 0               |
| 17                 | Theofánis Gekas           | Samsunspor        | 58 (21)         | 23 mai 1980       | 4               | 1               | 0               | 0               | 0               |

 = capitaine --  Gardien de butDéfenseurMilieu de terrainAttaquantSélectionneur

### Russie
Entraîneur :  Dick Advocaat
Le 11 mai, le Néerlandais Dick Advocaat annonce une pré-liste de 27 joueurs. Le 20 mai, Vassili Bérézoutski déclare forfait. Le 24 mai, c'est Roman Shishkin qui déclare forfait. Le 25 mai, la liste des 23 joueurs est annoncée.
| Numéro / Nom       | Numéro / Nom          | Équipe                   | Sél. (but)      | Date de naissance | J.              |                 |                 |                 |                 |
| Gardiens de but    | Gardiens de but       | Gardiens de but          | Gardiens de but | Gardiens de but   | Gardiens de but | Gardiens de but | Gardiens de but | Gardiens de but | Gardiens de but |
| ------------------ | --------------------- | ------------------------ | --------------- | ----------------- | --------------- | --------------- | --------------- | --------------- | --------------- |
| 1                  | Igor Akinfeïev        | CSKA Moscou              | 52 (0)          | 8 avril 1986      | 0               | 0               | 0               | 0               | 0               |
| 13                 | Anton Chounine        | Dynamo Moscou            | 2 (0)           | 27 janvier 1987   | 0               | 0               | 0               | 0               | 0               |
| 16                 | Viatcheslav Malafeïev | Zénith Saint-Pétersbourg | 25 (0)          | 4 mars 1979       | 3               | 0               | 0               | 0               | 0               |
| Défenseurs         |                       |                          |                 |                   |                 |                 |                 |                 |                 |
| 2                  | Alexandre Anioukov    | Zénith Saint-Pétersbourg | 65 (1)          | 28 septembre 1982 | 3               | 0               | 1               | 0               | 0               |
| 3                  | Roman Charonov        | Roubine Kazan            | 8 (0)           | 8 septembre 1976  | 0               | 0               | 0               | 0               | 0               |
| 4                  | Sergueï Ignachevitch  | CSKA Moscou              | 75 (5)          | 14 juillet 1979   | 3               | 0               | 1               | 0               | 0               |
| 12                 | Alexeï Bérézoutski    | CSKA Moscou              | 48 (0)          | 20 juin 1982      | 3               | 0               | 0               | 0               | 0               |
| 19                 | Vladimir Granat       | Dynamo Moscou            | 0 (0)           | 22 mai 1987       | 0               | 0               | 0               | 0               | 0               |
| 21                 | Kirill Nababkine      | CSKA Moscou              | 1 (0)           | 8 septembre 1986  | 0               | 0               | 0               | 0               | 0               |
| Milieux de terrain |                       |                          |                 |                   |                 |                 |                 |                 |                 |
| 5                  | Iouri Jirkov          | Anji Makhatchkala        | 52 (0)          | 20 août 1983      | 0               | 0               | 0               | 0               | 0               |
| 6                  | Roman Chirokov        | Zénith Saint-Pétersbourg | 22 (6)          | 6 juillet 1981    | 3               | 1               | 0               | 0               | 0               |
| 7                  | Igor Denissov         | Zénith Saint-Pétersbourg | 26 (0)          | 17 mai 1984       | 3               | 0               | 1               | 0               | 0               |
| 8                  | Konstantine Zyrianov  | Zénith Saint-Pétersbourg | 50 (7)          | 5 octobre 1977    | 2               | 0               | 0               | 0               | 0               |
| 9                  | Marat Izmaïlov        | Sporting CP              | 33 (2)          | 21 septembre 1982 | 2               | 0               | 0               | 0               | 0               |
| 15                 | Dmitri Kombarov       | Spartak Moscou           | 4 (0)           | 22 janvier 1987   | 0               | 0               | 0               | 0               | 0               |
| 17                 | Alan Dzagoïev         | CSKA Moscou              | 20 (4)          | 17 juin 1990      | 3               | 3               | 2               | 0               | 0               |
| 22                 | Denis Glouchakov      | Lokomotiv Moscou         | 9 (1)           | 27 janvier 1987   | 1               | 0               | 0               | 0               | 0               |
| 23                 | Igor Semchov          | Dynamo Moscou            | 57 (3)          | 6 avril 1978      | 0               | 0               | 0               | 0               | 0               |
| Attaquants         |                       |                          |                 |                   |                 |                 |                 |                 |                 |
| 10                 | Andreï Archavine      | Zénith Saint-Pétersbourg | 71 (17)         | 29 mai 1981       | 3               | 0               | 0               | 0               | 0               |
| 11                 | Alexandre Kerjakov    | Zénith Saint-Pétersbourg | 61 (19)         | 27 novembre 1982  | 3               | 0               | 0               | 0               | 0               |
| 14                 | Roman Pavlioutchenko  | Lokomotiv Moscou         | 47 (20)         | 15 décembre 1981  | 3               | 1               | 0               | 0               | 0               |
| 18                 | Alexandre Kokorine    | Dynamo Moscou            | 5 (0)           | 19 mars 1991      | 1               | 0               | 0               | 0               | 0               |
| 20                 | Pavel Pogrebniak      | Fulham                   | 32 (8)          | 8 novembre 1983   | 1               | 0               | 1               | 0               | 0               |

 = capitaine --  Gardien de butDéfenseurMilieu de terrainAttaquantSélectionneur

### Tchéquie
Entraîneur :  Michal Bílek
Le 15 mai, le sélectionneur annonce une pré-liste de 24 joueurs. Le 20 mai, le sélectionneur annonce qu'il appelle le jeune Vladimír Darida, en précaution d'un éventuel forfait de Tomáš Rosický. Le 29 mai, les 23 joueurs tchèques sont annoncés.
| Numéro / Nom       | Numéro / Nom           | Équipe                | Sél. (but)      | Date de naissance | J.              |                 |                 |                 |                 |
| Gardiens de but    | Gardiens de but        | Gardiens de but       | Gardiens de but | Gardiens de but   | Gardiens de but | Gardiens de but | Gardiens de but | Gardiens de but | Gardiens de but |
| ------------------ | ---------------------- | --------------------- | --------------- | ----------------- | --------------- | --------------- | --------------- | --------------- | --------------- |
| 1                  | Petr Čech              | Chelsea               | 90 (0)          | 20 mai 1982       | 4               | 0               | 0               | 0               | 0               |
| 16                 | Jan Laštůvka           | FK Dnipro             | 1 (0)           | 7 juillet 1982    | 0               | 0               | 0               | 0               | 0               |
| 23                 | Jaroslav Drobný        | Hambourg SV           | 6 (0)           | 18 octobre 1979   | 0               | 0               | 0               | 0               | 0               |
| Défenseurs         |                        |                       |                 |                   |                 |                 |                 |                 |                 |
| 2                  | Theodor Gebre Selassie | Slovan Liberec        | 10 (0)          | 24 décembre 1986  | 4               | 0               | 0               | 0               | 0               |
| 3                  | Michal Kadlec          | Bayer Leverkusen      | 34 (8)          | 13 décembre 1984  | 4               | 0               | 0               | 0               | 0               |
| 4                  | Marek Suchý            | Spartak Moscou        | 4 (0)           | 29 mars 1988      | 0               | 0               | 0               | 0               | 0               |
| 5                  | Roman Hubník           | Hertha Berlin         | 22 (2)          | 6 juin 1984       | 1               | 0               | 0               | 0               | 0               |
| 6                  | Tomáš Sivok            | Beşiktaş              | 26 (3)          | 15 septembre 1983 | 4               | 0               | 0               | 0               | 0               |
| 8                  | David Limberský        | Viktoria Plzeň        | 9 (0)           | 6 octobre 1983    | 3               | 0               | 2               | 0               | 0               |
| 12                 | František Rajtoral     | Viktoria Plzeň        | 3 (0)           | 12 mars 1986      | 2               | 0               | 0               | 0               | 0               |
| Milieux de terrain |                        |                       |                 |                   |                 |                 |                 |                 |                 |
| 10                 | Tomáš Rosický          | Arsenal               | 85 (20)         | 4 octobre 1980    | 2               | 0               | 1               | 0               | 0               |
| 11                 | Milan Petržela         | Viktoria Plzeň        | 10 (0)          | 19 juin 1983      | 1               | 0               | 0               | 0               | 0               |
| 13                 | Jaroslav Plašil        | Girondins de Bordeaux | 71 (6)          | 5 janvier 1982    | 4               | 0               | 1               | 0               | 0               |
| 14                 | Václav Pilař           | Viktoria Plzeň        | 9 (1)           | 13 octobre 1988   | 4               | 2               | 0               | 0               | 0               |
| 17                 | Tomáš Hübschman        | Chakhtar Donetsk      | 43 (0)          | 4 septembre 1981  | 4               | 0               | 0               | 0               | 0               |
| 18                 | Daniel Kolář           | Viktoria Plzeň        | 11 (1)          | 27 octobre 1985   | 2               | 0               | 1               | 0               | 0               |
| 19                 | Petr Jiráček           | VfL Wolfsbourg        | 8 (1)           | 2 mars 1986       | 4               | 2               | 1               | 0               | 0               |
| 22                 | Vladimír Darida        | Viktoria Plzeň        | 2 (0)           | 8 août 1990       | 1               | 0               | 0               | 0               | 0               |
| Attaquants         |                        |                       |                 |                   |                 |                 |                 |                 |                 |
| 7                  | Tomáš Necid            | CSKA Moscou           | 26 (7)          | 13 août 1989      | 0               | 0               | 0               | 0               | 0               |
| 9                  | Jan Rezek              | Anorthosis Famagouste | 13 (3)          | 5 mai 1982        | 3               | 0               | 0               | 0               | 0               |
| 15                 | Milan Baroš            | Galatasaray           | 89 (41)         | 28 octobre 1981   | 4               | 0               | 0               | 0               | 0               |
| 20                 | Tomáš Pekhart          | FC Nuremberg          | 10 (0)          | 26 mai 1989       | 3               | 0               | 1               | 0               | 0               |
| 21                 | David Lafata           | FK Jablonec           | 18 (3)          | 18 septembre 1981 | 1               | 0               | 0               | 0               | 0               |

 = capitaine --  Gardien de butDéfenseurMilieu de terrainAttaquantSélectionneur

## Groupe B

### Pays-Bas
Entraîneur :  Bert van Marwijk
Le 7 mai, l'entraîneur a annoncé une liste de 36 joueurs. Le 16 mai, cette liste est réduite à 27 joueurs. La liste définitive de 23 joueurs est annoncée le 26 mai.
| Numéro / Nom       | Numéro / Nom         | Équipe            | Sél. (but)      | Date de naissance | J.              |                 |                 |                 |                 |
| Gardiens de but    | Gardiens de but      | Gardiens de but   | Gardiens de but | Gardiens de but   | Gardiens de but | Gardiens de but | Gardiens de but | Gardiens de but | Gardiens de but |
| ------------------ | -------------------- | ----------------- | --------------- | ----------------- | --------------- | --------------- | --------------- | --------------- | --------------- |
| 1                  | Maarten Stekelenburg | AS Rome           | 47 (0)          | 22 septembre 1982 | 3               | 0               | 0               | 0               | 0               |
| 12                 | Michel Vorm          | Swansea           | 9 (0)           | 20 octobre 1983   | 0               | 0               | 0               | 0               | 0               |
| 22                 | Tim Krul             | Newcastle United  | 3 (0)           | 3 avril 1988      | 0               | 0               | 0               | 0               | 0               |
| Défenseurs         |                      |                   |                 |                   |                 |                 |                 |                 |                 |
| 2                  | Gregory van der Wiel | Ajax Amsterdam    | 32 (0)          | 3 février 1988    | 3               | 0               | 0               | 0               | 0               |
| 3                  | John Heitinga        | Everton           | 78 (7)          | 15 novembre 1983  | 2               | 0               | 0               | 0               | 0               |
| 4                  | Joris Mathijsen      | Málaga CF         | 80 (3)          | 5 avril 1980      | 2               | 0               | 0               | 0               | 0               |
| 5                  | Wilfred Bouma        | PSV Eindhoven     | 37 (1)          | 15 juin 1978      | 0               | 0               | 0               | 0               | 0               |
| 13                 | Ron Vlaar            | Feyenoord         | 7 (1)           | 16 février 1985   | 2               | 0               | 0               | 0               | 0               |
| 15                 | Jetro Willems        | PSV Eindhoven     | 2 (0)           | 30 mars 1994      | 3               | 0               | 2               | 0               | 0               |
| 21                 | Khalid Boulahrouz    | VfB Stuttgart     | 35 (0)          | 28 décembre 1981  | 0               | 0               | 0               | 0               | 0               |
| Milieux de terrain |                      |                   |                 |                   |                 |                 |                 |                 |                 |
| 6                  | Mark van Bommel      | AC Milan          | 77 (10)         | 22 avril 1977     | 2               | 0               | 1               | 0               | 0               |
| 8                  | Nigel de Jong        | Manchester City   | 60 (1)          | 30 novembre 1984  | 3               | 0               | 1               | 0               | 0               |
| 10                 | Wesley Sneijder      | Inter Milan       | 84 (24)         | 9 juin 1984       | 3               | 0               | 0               | 0               | 0               |
| 14                 | Stijn Schaars        | Sporting CP       | 19 (0)          | 11 janvier 1984   | 0               | 0               | 0               | 0               | 0               |
| 17                 | Kevin Strootman      | PSV Eindhoven     | 11 (1)          | 13 février 1990   | 0               | 0               | 0               | 0               | 0               |
| 20                 | Ibrahim Afellay      | FC Barcelone      | 38 (5)          | 2 avril 1986      | 3               | 0               | 0               | 0               | 0               |
| 23                 | Rafael van der Vaart | Tottenham Hotspur | 96 (16)         | 11 février 1983   | 3               | 1               | 0               | 0               | 0               |
| Attaquants         |                      |                   |                 |                   |                 |                 |                 |                 |                 |
| 7                  | Dirk Kuyt            | Liverpool         | 88 (24)         | 22 juillet 1980   | 2               | 0               | 0               | 0               | 0               |
| 9                  | Klaas-Jan Huntelaar  | Schalke 04        | 53 (31)         | 12 août 1983      | 3               | 0               | 0               | 0               | 0               |
| 11                 | Arjen Robben         | Bayern Munich     | 57 (17)         | 23 janvier 1984   | 3               | 0               | 0               | 0               | 0               |
| 16                 | Robin van Persie     | Arsenal           | 65 (28)         | 6 août 1983       | 3               | 1               | 1               | 0               | 0               |
| 18                 | Luuk de Jong         | FC Twente         | 7 (1)           | 27 août 1990      | 0               | 0               | 0               | 0               | 0               |
| 19                 | Luciano Narsingh     | SC Heerenveen     | 2 (0)           | 13 septembre 1990 | 0               | 0               | 0               | 0               | 0               |

 = capitaine --  Gardien de butDéfenseurMilieu de terrainAttaquantSélectionneur

### Danemark
Entraîneur :  Morten Olsen
Le 16 mai, le sélectionneur a annoncé une liste incomplète de 20 joueurs qu'il compléta le 24 mai,.
| Numéro / Nom       | Numéro / Nom        | Équipe                | Sél. (but)      | Date de naissance | J.              |                 |                 |                 |                 |
| Gardiens de but    | Gardiens de but     | Gardiens de but       | Gardiens de but | Gardiens de but   | Gardiens de but | Gardiens de but | Gardiens de but | Gardiens de but | Gardiens de but |
| ------------------ | ------------------- | --------------------- | --------------- | ----------------- | --------------- | --------------- | --------------- | --------------- | --------------- |
| 1                  | Stephan Andersen    | Évian Thonon Gaillard | 10 (0)          | 26 novembre 1981  | 3               | 0               | 0               | 0               | 0               |
| 16                 | Anders Lindegaard   | Manchester United     | 5 (0)           | 13 avril 1984     | 0               | 0               | 0               | 0               | 0               |
| 22                 | Kasper Schmeichel   | Leicester City        | 0 (0)           | 5 novembre 1986   | 0               | 0               | 0               | 0               | 0               |
| Défenseurs         |                     |                       |                 |                   |                 |                 |                 |                 |                 |
| 3                  | Simon Kjær          | AS Rome               | 24 (0)          | 26 mars 1989      | 3               | 0               | 0               | 0               | 0               |
| 4                  | Daniel Agger        | Liverpool             | 46 (6)          | 12 décembre 1984  | 3               | 0               | 0               | 0               | 0               |
| 5                  | Simon Poulsen       | AZ Alkmaar            | 18 (0)          | 7 octobre 1984    | 3               | 0               | 1               | 0               | 0               |
| 6                  | Lars Jacobsen       | FC Copenhague         | 50 (1)          | 20 septembre 1979 | 3               | 0               | 1               | 0               | 0               |
| 12                 | Andreas Bjelland    | FC Nordsjælland       | 6 (1)           | 11 juillet 1988   | 0               | 0               | 0               | 0               | 0               |
| 13                 | Jores Okore         | FC Nordsjælland       | 3 (0)           | 11 août 1992      | 0               | 0               | 0               | 0               | 0               |
| Milieux de terrain |                     |                       |                 |                   |                 |                 |                 |                 |                 |
| 2                  | Christian Poulsen   | Évian Thonon Gaillard | 91 (6)          | 28 février 1980   | 1               | 0               | 0               | 0               | 0               |
| 7                  | William Kvist       | VfB Stuttgart         | 28 (0)          | 24 février 1985   | 3               | 0               | 1               | 0               | 0               |
| 8                  | Christian Eriksen   | Ajax Amsterdam        | 23 (2)          | 14 février 1992   | 3               | 0               | 0               | 0               | 0               |
| 9                  | Michael Krohn-Dehli | Brøndby IF            | 21 (4)          | 6 juin 1983       | 3               | 2               | 0               | 0               | 0               |
| 15                 | Michael Silberbauer | BSC Young Boys        | 24 (1)          | 7 juillet 1981    | 0               | 0               | 0               | 0               | 0               |
| 18                 | Daniel Wass         | Évian Thonon Gaillard | 6 (0)           | 31 mai 1989       | 0               | 0               | 0               | 0               | 0               |
| 19                 | Jakob Poulsen       | FC Midtjylland        | 22 (1)          | 7 juillet 1983    | 2               | 0               | 1               | 0               | 0               |
| 20                 | Thomas Kahlenberg   | Évian Thonon Gaillard | 38 (4)          | 20 mars 1983      | 0               | 0               | 0               | 0               | 0               |
| 21                 | Niki Zimling        | FC Bruges             | 11 (0)          | 19 avril 1985     | 3               | 0               | 0               | 0               | 0               |
| Attaquants         |                     |                       |                 |                   |                 |                 |                 |                 |                 |
| 10                 | Dennis Rommedahl    | Brøndby IF            | 116 (21)        | 22 juillet 1978   | 2               | 0               | 0               | 0               | 0               |
| 11                 | Nicklas Bendtner    | Sunderland            | 48 (18)         | 16 janvier 1988   | 3               | 2               | 0               | 0               | 0               |
| 14                 | Lasse Schöne        | NEC Nimègue           | 10 (2)          | 27 mai 1986       | 2               | 0               | 0               | 0               | 0               |
| 17                 | Nicklas Pedersen    | FC Groningue          | 8 (0)           | 10 octobre 1987   | 0               | 0               | 0               | 0               | 0               |
| 23                 | Tobias Mikkelsen    | FC Nordsjælland       | 3 (0)           | 18 septembre 1986 | 3               | 0               | 0               | 0               | 0               |

 = capitaine --  Gardien de butDéfenseurMilieu de terrainAttaquantSélectionneur

### Allemagne
Entraîneur :  Joachim Löw
Le 7 mai, le sélectionneur annonce une pré-liste de 27 joueurs. Il présente la liste définitive de 23 joueurs le 28 mai.
| Numéro / Nom       | Numéro / Nom           | Équipe                   | Sél. (but)      | Date de naissance | J.              |                 |                 |                 |                 |
| Gardiens de but    | Gardiens de but        | Gardiens de but          | Gardiens de but | Gardiens de but   | Gardiens de but | Gardiens de but | Gardiens de but | Gardiens de but | Gardiens de but |
| ------------------ | ---------------------- | ------------------------ | --------------- | ----------------- | --------------- | --------------- | --------------- | --------------- | --------------- |
| 1                  | Manuel Neuer           | Bayern Munich            | 26 (0)          | 27 mars 1986      | 5               | 0               | 0               | 0               | 0               |
| 12                 | Tim Wiese              | Werder Brême             | 6 (0)           | 17 décembre 1981  | 0               | 0               | 0               | 0               | 0               |
| 22                 | Ron-Robert Zieler      | Hanovre 96               | 1 (0)           | 12 février 1989   | 0               | 0               | 0               | 0               | 0               |
| Défenseurs         |                        |                          |                 |                   |                 |                 |                 |                 |                 |
| 3                  | Marcel Schmelzer       | Borussia Dortmund        | 6 (0)           | 22 janvier 1988   | 0               | 0               | 0               | 0               | 0               |
| 4                  | Benedikt Höwedes       | Schalke 04               | 8 (0)           | 29 février 1988   | 0               | 0               | 0               | 0               | 0               |
| 5                  | Mats Hummels           | Borussia Dortmund        | 14 (1)          | 16 décembre 1988  | 5               | 0               | 1               | 0               | 0               |
| 14                 | Holger Badstuber       | Bayern Munich            | 20 (1)          | 13 mars 1989      | 5               | 0               | 1               | 0               | 0               |
| 16                 | Philipp Lahm           | Bayern Munich            | 86 (4)          | 11 novembre 1983  | 5               | 1               | 0               | 0               | 0               |
| 17                 | Per Mertesacker        | Arsenal                  | 81 (1)          | 29 septembre 1984 | 0               | 0               | 0               | 0               | 0               |
| 20                 | Jérôme Boateng         | Bayern Munich            | 21 (0)          | 3 septembre 1988  | 4               | 0               | 2               | 0               | 0               |
| Milieux de terrain |                        |                          |                 |                   |                 |                 |                 |                 |                 |
| 2                  | İlkay Gündoğan         | Borussia Dortmund        | 2 (0)           | 24 octobre 1990   | 0               | 0               | 0               | 0               | 0               |
| 6                  | Sami Khedira           | Real Madrid              | 27 (1)          | 4 avril 1987      | 5               | 1               | 0               | 0               | 0               |
| 7                  | Bastian Schweinsteiger | Bayern Munich            | 90 (23)         | 1er août 1984     | 5               | 0               | 0               | 0               | 0               |
| 8                  | Mesut Özil             | Real Madrid              | 33 (8)          | 15 octobre 1988   | 5               | 1               | 0               | 0               | 0               |
| 9                  | André Schürrle         | Bayer Leverkusen         | 14 (7)          | 6 novembre 1990   | 2               | 0               | 0               | 0               | 0               |
| 15                 | Lars Bender            | Bayer Leverkusen         | 6 (0)           | 27 avril 1989     | 3               | 1               | 0               | 0               | 0               |
| 18                 | Toni Kroos             | Bayern Munich            | 26 (2)          | 4 janvier 1990    | 4               | 0               | 0               | 0               | 0               |
| 19                 | Mario Götze            | Borussia Dortmund        | 14 (2)          | 3 juin 1992       | 1               | 0               | 0               | 0               | 0               |
| 21                 | Marco Reus             | Borussia Mönchengladbach | 6 (1)           | 31 mai 1989       | 2               | 1               | 0               | 0               | 0               |
| Attaquants         |                        |                          |                 |                   |                 |                 |                 |                 |                 |
| 10                 | Lukas Podolski         | FC Cologne               | 97 (43)         | 4 juin 1985       | 4               | 1               | 0               | 0               | 0               |
| 11                 | Miroslav Klose         | SS Lazio                 | 116 (63)        | 9 juin 1978       | 5               | 1               | 0               | 0               | 0               |
| 13                 | Thomas Müller          | Bayern Munich            | 27 (10)         | 13 septembre 1989 | 5               | 0               | 0               | 0               | 0               |
| 23                 | Mario Gómez            | Bayern Munich            | 52 (22)         | 10 juillet 1985   | 5               | 3               | 0               | 0               | 0               |

 = capitaine --  Gardien de butDéfenseurMilieu de terrainAttaquantSélectionneur

### Portugal
Entraîneur :  Paulo Bento
Le 14 mai, le sélectionneur annonce la liste des 23 joueurs. Le 23 mai, Hugo Viana remplace Carlos Martins, en raison d'une lésion musculaire.
| Numéro / Nom       | Numéro / Nom      | Équipe                   | Sél. (but)      | Date de naissance | J.              |                 |                 |                 |                 |
| Gardiens de but    | Gardiens de but   | Gardiens de but          | Gardiens de but | Gardiens de but   | Gardiens de but | Gardiens de but | Gardiens de but | Gardiens de but | Gardiens de but |
| ------------------ | ----------------- | ------------------------ | --------------- | ----------------- | --------------- | --------------- | --------------- | --------------- | --------------- |
| 1                  | Eduardo           | Benfica Lisbonne         | 28 (0)          | 19 septembre 1982 | 0               | 0               | 0               | 0               | 0               |
| 12                 | Rui Patrício      | Sporting CP              | 11 (0)          | 15 février 1988   | 5               | 0               | 0               | 0               | 0               |
| 22                 | Beto              | CFR Cluj                 | 2 (0)           | 1er mai 1982      | 0               | 0               | 0               | 0               | 0               |
| Défenseurs         |                   |                          |                 |                   |                 |                 |                 |                 |                 |
| 2                  | Bruno Alves       | Zénith Saint-Petersbourg | 50 (5)          | 27 novembre 1981  | 5               | 0               | 1               | 0               | 0               |
| 3                  | Pepe              | Real Madrid              | 39 (2)          | 26 février 1983   | 5               | 1               | 1               | 0               | 0               |
| 5                  | Fábio Coentrão    | Real Madrid              | 22 (1)          | 11 mars 1988      | 5               | 0               | 2               | 0               | 0               |
| 13                 | Ricardo Costa     | FC Valence               | 11 (0)          | 16 mai 1981       | 0               | 0               | 0               | 0               | 0               |
| 14                 | Rolando           | FC Porto                 | 14 (0)          | 31 août 1985      | 3               | 0               | 0               | 0               | 0               |
| 19                 | Miguel Lopes      | SC Braga                 | 1 (0)           | 19 décembre 1986  | 0               | 0               | 0               | 0               | 0               |
| 21                 | João Pereira      | Sporting CP              | 14 (0)          | 25 février 1984   | 5               | 0               | 2               | 0               | 0               |
| Milieux de terrain |                   |                          |                 |                   |                 |                 |                 |                 |                 |
| 4                  | Miguel Veloso     | Genoa CFC                | 24 (2)          | 11 mai 1986       | 5               | 0               | 2               | 0               | 0               |
| 6                  | Custódio          | SC Braga                 | 1 (0)           | 24 mai 1983       | 3               | 0               | 0               | 0               | 0               |
| 8                  | João Moutinho     | FC Porto                 | 43 (2)          | 8 septembre 1986  | 5               | 0               | 0               | 0               | 0               |
| 15                 | Rúben Micael      | Real Saragosse           | 8 (2)           | 19 août 1986      | 0               | 0               | 0               | 0               | 0               |
| 16                 | Raul Meireles     | Chelsea                  | 56 (8)          | 17 mars 1983      | 5               | 0               | 1               | 0               | 0               |
| 20                 | Hugo Viana        | SC Braga                 | 27 (1)          | 15 janvier 1983   | 0               | 0               | 0               | 0               | 0               |
| Attaquants         |                   |                          |                 |                   |                 |                 |                 |                 |                 |
| 7                  | Cristiano Ronaldo | Real Madrid              | 90 (32)         | 5 février 1985    | 5               | 3               | 1               | 0               | 0               |
| 9                  | Hugo Almeida      | Beşiktaş                 | 42 (15)         | 23 mai 1984       | 2               | 0               | 0               | 0               | 0               |
| 10                 | Ricardo Quaresma  | Beşiktaş                 | 35 (3)          | 26 septembre 1983 | 0               | 0               | 0               | 0               | 0               |
| 11                 | Nélson Oliveira   | Benfica Lisbonne         | 3 (0)           | 8 août 1991       | 4               | 0               | 0               | 0               | 0               |
| 17                 | Nani              | Manchester United        | 54 (13)         | 17 novembre 1986  | 5               | 0               | 1               | 0               | 0               |
| 18                 | Silvestre Varela  | FC Porto                 | 6 (1)           | 2 février 1985    | 3               | 1               | 0               | 0               | 0               |
| 23                 | Hélder Postiga    | Real Saragosse           | 49 (19)         | 2 août 1982       | 4               | 1               | 1               | 0               | 0               |

 = capitaine --  Gardien de butDéfenseurMilieu de terrainAttaquantSélectionneur

## Groupe C

### Espagne
Entraîneur :  Vicente del Bosque
Le 15 mai, le sélectionneur annonce une liste de 21 joueurs, mais sans les joueurs du FC Barcelone, de l'Athletic Bilbao et de Chelsea en raison des finales jouées par ces clubs. Le 21 mai, les joueurs de Chelsea, Fernando Torres et Juan Mata rejoignent la pré-sélection.
| Numéro / Nom       | Numéro / Nom      | Équipe          | Sél. (but)      | Date de naissance | J.              |                 |                 |                 |                 |
| Gardiens de but    | Gardiens de but   | Gardiens de but | Gardiens de but | Gardiens de but   | Gardiens de but | Gardiens de but | Gardiens de but | Gardiens de but | Gardiens de but |
| ------------------ | ----------------- | --------------- | --------------- | ----------------- | --------------- | --------------- | --------------- | --------------- | --------------- |
| 1                  | Iker Casillas     | Real Madrid     | 131 (0)         | 20 mai 1981       | 6               | 0               | 0               | 0               | 0               |
| 12                 | Víctor Valdés     | FC Barcelone    | 8 (0)           | 14 janvier 1982   | 0               | 0               | 0               | 0               | 0               |
| 23                 | Pepe Reina        | Liverpool       | 25 (0)          | 31 août 1982      | 0               | 0               | 0               | 0               | 0               |
| Défenseurs         |                   |                 |                 |                   |                 |                 |                 |                 |                 |
| 2                  | Raúl Albiol       | Real Madrid     | 34 (0)          | 4 septembre 1985  | 0               | 0               | 0               | 0               | 0               |
| 3                  | Gerard Piqué      | FC Barcelone    | 39 (4)          | 2 février 1987    | 6               | 0               | 1               | 0               | 0               |
| 5                  | Juanfran          | Atletico Madrid | 1 (0)           | 9 janvier 1985    | 0               | 0               | 0               | 0               | 0               |
| 15                 | Sergio Ramos      | Real Madrid     | 86 (6)          | 30 mars 1986      | 6               | 0               | 2               | 0               | 0               |
| 17                 | Álvaro Arbeloa    | Real Madrid     | 35 (0)          | 17 janvier 1983   | 6               | 0               | 2               | 0               | 0               |
| 18                 | Jordi Alba        | FC Valence      | 5 (0)           | 21 mars 1989      | 6               | 1               | 1               | 0               | 0               |
| Milieux de terrain |                   |                 |                 |                   |                 |                 |                 |                 |                 |
| 4                  | Javi Martínez     | Athletic Bilbao | 7 (0)           | 2 septembre 1988  | 1               | 0               | 1               | 0               | 0               |
| 6                  | Andrés Iniesta    | FC Barcelone    | 65 (11)         | 11 mai 1984       | 6               | 0               | 0               | 0               | 0               |
| 8                  | Xavi              | FC Barcelone    | 109 (10)        | 25 janvier 1980   | 6               | 0               | 0               | 0               | 0               |
| 10                 | Cesc Fàbregas     | FC Barcelone    | 63 (8)          | 4 mai 1987        | 6               | 2               | 0               | 0               | 0               |
| 14                 | Xabi Alonso       | Real Madrid     | 96 (13)         | 25 novembre 1981  | 6               | 2               | 2               | 0               | 0               |
| 16                 | Sergio Busquets   | FC Barcelone    | 39 (0)          | 16 juillet 1988   | 6               | 0               | 1               | 0               | 0               |
| 20                 | Santiago Cazorla  | Málaga CF       | 43 (6)          | 13 décembre 1984  | 2               | 0               | 0               | 0               | 0               |
| 21                 | David Silva       | Manchester City | 58 (16)         | 8 janvier 1986    | 6               | 2               | 0               | 0               | 0               |
| 22                 | Jesús Navas       | FC Séville      | 17 (1)          | 21 novembre 1985  | 3               | 1               | 0               | 0               | 0               |
| Attaquants         |                   |                 |                 |                   |                 |                 |                 |                 |                 |
| 7                  | Pedro             | FC Barcelone    | 15 (2)          | 28 juillet 1987   | 3               | 0               | 0               | 0               | 0               |
| 9                  | Fernando Torres   | Chelsea         | 93 (28)         | 20 mars 1984      | 5               | 3               | 1               | 0               | 0               |
| 11                 | Álvaro Negredo    | FC Séville      | 10 (6)          | 20 août 1985      | 2               | 0               | 0               | 0               | 0               |
| 13                 | Juan Mata         | Chelsea         | 18 (5)          | 28 avril 1988     | 1               | 1               | 0               | 0               | 0               |
| 19                 | Fernando Llorente | Athletic Bilbao | 20 (7)          | 26 février 1985   | 0               | 0               | 0               | 0               | 0               |

 = capitaine --  Gardien de butDéfenseurMilieu de terrainAttaquantSélectionneur

### Italie
Entraîneur :  Cesare Prandelli
Le sélectionneur a annoncé une liste de 32 joueurs le 13 mai, jour de la dernière journée de Serie A. La liste des 23 joueurs est annoncée le 29 mai.
| Numéro / Nom       | Numéro / Nom         | Équipe              | Sél. (but)      | Date de naissance | J.              |                 |                 |                 |                 |
| Gardiens de but    | Gardiens de but      | Gardiens de but     | Gardiens de but | Gardiens de but   | Gardiens de but | Gardiens de but | Gardiens de but | Gardiens de but | Gardiens de but |
| ------------------ | -------------------- | ------------------- | --------------- | ----------------- | --------------- | --------------- | --------------- | --------------- | --------------- |
| 1                  | Gianluigi Buffon     | Juventus            | 114 (0)         | 28 janvier 1978   | 6               | 0               | 1               | 0               | 0               |
| 12                 | Salvatore Sirigu     | Paris Saint-Germain | 2 (0)           | 12 janvier 1987   | 0               | 0               | 0               | 0               | 0               |
| 14                 | Morgan De Sanctis    | SSC Naples          | 5 (0)           | 26 mars 1977      | 0               | 0               | 0               | 0               | 0               |
| Défenseurs         |                      |                     |                 |                   |                 |                 |                 |                 |                 |
| 2                  | Christian Maggio     | SSC Naples          | 16 (0)          | 11 février 1982   | 3               | 0               | 2               | 0               | 0               |
| 3                  | Giorgio Chiellini    | Juventus            | 50 (2)          | 14 août 1984      | 5               | 0               | 1               | 0               | 0               |
| 4                  | Angelo Ogbonna       | Torino              | 3 (0)           | 23 mai 1988       | 0               | 0               | 0               | 0               | 0               |
| 6                  | Federico Balzaretti  | US Palerme          | 8 (0)           | 6 décembre 1981   | 4               | 0               | 1               | 0               | 0               |
| 7                  | Ignazio Abate        | AC Milan            | 2 (0)           | 12 novembre 1986  | 3               | 0               | 0               | 0               | 0               |
| 13                 | Emanuele Giaccherini | Juventus            | 0 (0)           | 5 mai 1985        | 2               | 0               | 0               | 0               | 0               |
| 15                 | Andrea Barzagli      | Juventus            | 29 (0)          | 8 mai 1981        | 4               | 0               | 2               | 0               | 0               |
| 19                 | Leonardo Bonucci     | Juventus            | 14 (2)          | 1er mai 1987      | 6               | 0               | 2               | 0               | 0               |
| Milieux de terrain |                      |                     |                 |                   |                 |                 |                 |                 |                 |
| 5                  | Thiago Motta         | Paris Saint-Germain | 8 (1)           | 28 août 1982      | 5               | 0               | 2               | 0               | 0               |
| 8                  | Claudio Marchisio    | Juventus            | 20 (1)          | 19 janvier 1986   | 6               | 0               | 0               | 0               | 0               |
| 16                 | Daniele De Rossi     | AS Rome             | 72 (10)         | 24 juillet 1983   | 6               | 0               | 2               | 0               | 0               |
| 18                 | Riccardo Montolivo   | Fiorentina          | 33 (1)          | 18 janvier 1985   | 4               | 0               | 1               | 0               | 0               |
| 21                 | Andrea Pirlo         | Juventus            | 83 (9)          | 19 mai 1979       | 6               | 1               | 0               | 0               | 0               |
| 22                 | Alessandro Diamanti  | Bologne             | 1 (0)           | 2 mai 1983        | 3               | 0               | 0               | 0               | 0               |
| 23                 | Antonio Nocerino     | AC Milan            | 11 (0)          | 9 avril 1985      | 2               | 0               | 0               | 0               | 0               |
| Attaquants         |                      |                     |                 |                   |                 |                 |                 |                 |                 |
| 9                  | Mario Balotelli      | Manchester City     | 8 (1)           | 12 août 1990      | 6               | 3               | 2               | 0               | 0               |
| 10                 | Antonio Cassano      | AC Milan            | 29 (9)          | 12 juillet 1982   | 6               | 1               | 0               | 0               | 0               |
| 11                 | Antonio Di Natale    | Udinese             | 37 (10)         | 13 octobre 1977   | 5               | 1               | 0               | 0               | 0               |
| 17                 | Fabio Borini         | AS Rome             | 1 (0)           | 29 mars 1991      | 0               | 0               | 0               | 0               | 0               |
| 20                 | Sebastian Giovinco   | Parme FC            | 8 (0)           | 26 janvier 1987   | 2               | 0               | 0               | 0               | 0               |

 = capitaine --  Gardien de butDéfenseurMilieu de terrainAttaquantSélectionneur

### République d'Irlande
Entraîneur :  Giovanni Trapattoni
Le 7 mai, l'Italien Giovanni Trapattoni annonce la liste des 23 joueurs.
| Numéro / Nom       | Numéro / Nom     | Équipe                  | Sél. (but)      | Date de naissance | J.              |                 |                 |                 |                 |
| Gardiens de but    | Gardiens de but  | Gardiens de but         | Gardiens de but | Gardiens de but   | Gardiens de but | Gardiens de but | Gardiens de but | Gardiens de but | Gardiens de but |
| ------------------ | ---------------- | ----------------------- | --------------- | ----------------- | --------------- | --------------- | --------------- | --------------- | --------------- |
| 1                  | Shay Given       | Aston Villa             | 122 (0)         | 20 avril 1976     | 3               | 0               | 0               | 0               | 0               |
| 16                 | Keiren Westwood  | Sunderland              | 10 (0)          | 23 octobre 1984   | 0               | 0               | 0               | 0               | 0               |
| 23                 | David Forde      | Millwall                | 2 (0)           | 20 décembre 1979  | 0               | 0               | 0               | 0               | 0               |
| Défenseurs         |                  |                         |                 |                   |                 |                 |                 |                 |                 |
| 2                  | Seán St Ledger   | Leicester City          | 27 (2)          | 28 décembre 1984  | 3               | 1               | 2               | 0               | 0               |
| 3                  | Stephen Ward     | Wolverhampton Wanderers | 12 (2)          | 20 août 1985      | 3               | 0               | 0               | 0               | 0               |
| 4                  | John O'Shea      | Sunderland              | 76 (1)          | 30 avril 1981     | 1               | 0               | 1               | 0               | 0               |
| 5                  | Richard Dunne    | Aston Villa             | 73 (8)          | 21 septembre 1979 | 3               | 0               | 0               | 0               | 0               |
| 12                 | Stephen Kelly    | Fulham                  | 30 (0)          | 6 septembre 1983  | 0               | 0               | 0               | 0               | 0               |
| 13                 | Paul McShane     | Hull City               | 27 (0)          | 6 janvier 1986    | 0               | 0               | 0               | 0               | 0               |
| 18                 | Darren O'Dea     | Leeds United            | 14 (0)          | 4 février 1987    | 0               | 0               | 0               | 0               | 0               |
| Milieux de terrain |                  |                         |                 |                   |                 |                 |                 |                 |                 |
| 6                  | Glenn Whelan     | Stoke City              | 39 (2)          | 13 janvier 1984   | 3               | 0               | 1               | 0               | 0               |
| 7                  | Aiden McGeady    | Spartak Moscou          | 49 (2)          | 4 avril 1986      | 3               | 0               | 0               | 0               | 0               |
| 8                  | Keith Andrews    | West Bromwich Albion    | 29 (3)          | 13 septembre 1980 | 3               | 0               | 2               | 1               | 0               |
| 11                 | Damien Duff      | Fulham                  | 97 (8)          | 2 mars 1979       | 3               | 0               | 0               | 0               | 0               |
| 15                 | Darron Gibson    | Everton                 | 19 (1)          | 25 octobre 1987   | 0               | 0               | 0               | 0               | 0               |
| 17                 | Stephen Hunt     | Wolverhampton Wanderers | 39 (1)          | 1er août 1981     | 0               | 0               | 0               | 0               | 0               |
| 21                 | Paul Green       | Derby County            | 11 (1)          | 10 avril 1983     | 1               | 0               | 0               | 0               | 0               |
| Attaquants         |                  |                         |                 |                   |                 |                 |                 |                 |                 |
| 9                  | Kevin Doyle      | Wolverhampton Wanderers | 48 (10)         | 18 septembre 1983 | 2               | 0               | 0               | 0               | 0               |
| 10                 | Robbie Keane     | Los Angeles Galaxy      | 117 (53)        | 8 juillet 1980    | 3               | 0               | 1               | 0               | 0               |
| 14                 | Jonathan Walters | Stoke City              | 7 (1)           | 20 septembre 1983 | 3               | 0               | 0               | 0               | 0               |
| 19                 | Shane Long       | West Bromwich Albion    | 25 (7)          | 22 janvier 1987   | 2               | 0               | 0               | 0               | 0               |
| 20                 | Simon Cox        | West Bromwich Albion    | 12 (3)          | 28 avril 1987     | 3               | 0               | 0               | 0               | 0               |
| 22                 | James McClean    | Sunderland              | 2 (0)           | 22 avril 1989     | 1               | 0               | 0               | 0               | 0               |

 = capitaine --  Gardien de butDéfenseurMilieu de terrainAttaquantSélectionneur

### Croatie
Entraîneur :  Slaven Bilić
Le 8 mai, une première liste de 27 joueurs est annoncée. La liste est réduite à 23 joueurs le 29 mai.
| Numéro / Nom       | Numéro / Nom        | Équipe              | Sél. (but)      | Date de naissance | J.              |                 |                 |                 |                 |
| Gardiens de but    | Gardiens de but     | Gardiens de but     | Gardiens de but | Gardiens de but   | Gardiens de but | Gardiens de but | Gardiens de but | Gardiens de but | Gardiens de but |
| ------------------ | ------------------- | ------------------- | --------------- | ----------------- | --------------- | --------------- | --------------- | --------------- | --------------- |
| 1                  | Stipe Pletikosa     | FK Rostov           | 91 (0)          | 8 janvier 1979    | 3               | 0               | 0               | 0               | 0               |
| 12                 | Ivan Kelava         | Dinamo Zagreb       | 0 (0)           | 20 février 1988   | 0               | 0               | 0               | 0               | 0               |
| 23                 | Danijel Subašić     | AS Monaco           | 5 (0)           | 27 octobre 1984   | 0               | 0               | 0               | 0               | 0               |
| Défenseurs         |                     |                     |                 |                   |                 |                 |                 |                 |                 |
| 2                  | Ivan Strinić        | FK Dnipro           | 17 (0)          | 17 juillet 1987   | 3               | 0               | 1               | 0               | 0               |
| 3                  | Josip Šimunić       | Dinamo Zagreb       | 95 (3)          | 18 février 1978   | 0               | 0               | 0               | 0               | 0               |
| 4                  | Jurica Buljat       | Maccabi Haifa       | 2 (0)           | 12 septembre 1986 | 0               | 0               | 0               | 0               | 0               |
| 5                  | Vedran Ćorluka      | Bayer Leverkusen    | 54 (3)          | 5 février 1986    | 3               | 0               | 1               | 0               | 0               |
| 11                 | Darijo Srna         | Chakhtar Donetsk    | 91 (19)         | 1er mai 1982      | 3               | 0               | 1               | 0               | 0               |
| 13                 | Gordon Schildenfeld | Eintracht Francfort | 12 (0)          | 18 mars 1985      | 3               | 0               | 1               | 0               | 0               |
| 15                 | Šime Vrsaljko       | Dinamo Zagreb       | 4 (0)           | 10 janvier 1992   | 0               | 0               | 0               | 0               | 0               |
| 21                 | Domagoj Vida        | Dinamo Zagreb       | 10 (0)          | 29 avril 1989     | 1               | 0               | 0               | 0               | 0               |
| Milieux de terrain |                     |                     |                 |                   |                 |                 |                 |                 |                 |
| 6                  | Danijel Pranjić     | Bayern Munich       | 43 (0)          | 2 décembre 1981   | 2               | 0               | 0               | 0               | 0               |
| 7                  | Ivan Rakitić        | FC Séville          | 41 (8)          | 10 mars 1988      | 3               | 0               | 1               | 0               | 0               |
| 8                  | Ognjen Vukojević    | Dynamo Kiev         | 39 (4)          | 20 décembre 1983  | 3               | 0               | 0               | 0               | 0               |
| 10                 | Luka Modrić         | Tottenham Hotspur   | 54 (8)          | 9 septembre 1985  | 1               | 0               | 1               | 0               | 0               |
| 14                 | Milan Badelj        | Dinamo Zagreb       | 4 (1)           | 25 février 1989   | 0               | 0               | 0               | 0               | 0               |
| 16                 | Tomislav Dujmović   | Real Saragosse      | 18 (0)          | 26 février 1981   | 1               | 0               | 0               | 0               | 0               |
| 19                 | Niko Kranjčar       | Tottenham Hotspur   | 71 (14)         | 13 août 1984      | 2               | 0               | 1               | 0               | 0               |
| 20                 | Ivan Perišić        | Borussia Dortmund   | 10 (0)          | 2 février 1989    | 3               | 0               | 0               | 0               | 0               |
| Attaquants         |                     |                     |                 |                   |                 |                 |                 |                 |                 |
| 9                  | Nikica Jelavić      | Everton             | 19 (2)          | 27 août 1985      | 3               | 1               | 1               | 0               | 0               |
| 17                 | Mario Mandžukić     | VfL Wolfsbourg      | 29 (5)          | 21 mai 1986       | 3               | 3               | 1               | 0               | 0               |
| 18                 | Nikola Kalinić      | FK Dnipro           | 13 (5)          | 5 janvier 1988    | 0               | 0               | 0               | 0               | 0               |
| 22                 | Eduardo             | Chakhtar Donetsk    | 47 (23)         | 25 février 1983   | 3               | 0               | 0               | 0               | 0               |

 = capitaine --  Gardien de butDéfenseurMilieu de terrainAttaquantSélectionneur

## Groupe D

### Ukraine
Entraîneur :  Oleg Blokhine
Le 8 mai, l'ancien joueur du Dynamo Kiev convoque une liste de 26 joueurs. Le 29 mai, le groupe des 23 joueurs est annoncé.
| Numéro / Nom       | Numéro / Nom           | Équipe                   | Sél. (but)      | Date de naissance | J.              |                 |                 |                 |                 |
| Gardiens de but    | Gardiens de but        | Gardiens de but          | Gardiens de but | Gardiens de but   | Gardiens de but | Gardiens de but | Gardiens de but | Gardiens de but | Gardiens de but |
| ------------------ | ---------------------- | ------------------------ | --------------- | ----------------- | --------------- | --------------- | --------------- | --------------- | --------------- |
| 1                  | Maxym Koval            | Dynamo Kiev              | 0 (0)           | 9 décembre 1992   | 0               | 0               | 0               | 0               | 0               |
| 12                 | Andri Piatov           | Chakhtar Donetsk         | 24 (0)          | 28 juin 1984      | 2               | 0               | 0               | 0               | 0               |
| 23                 | Olexandre Goriaïnov    | Metalist Kharkiv         | 1 (0)           | 29 juin 1975      | 0               | 0               | 0               | 0               | 0               |
| Défenseurs         |                        |                          |                 |                   |                 |                 |                 |                 |                 |
| 2                  | Ievhen Seline          | Vorskla Poltava          | 5 (1)           | 9 mai 1988        | 2               | 0               | 1               | 0               | 0               |
| 3                  | Ievhen Khatcheridi     | Dynamo Kiev              | 8 (0)           | 28 juillet 1987   | 2               | 0               | 0               | 0               | 0               |
| 5                  | Olexandre Koutcher     | Chakhtar Donetsk         | 28 (1)          | 22 octobre 1982   | 0               | 0               | 0               | 0               | 0               |
| 13                 | Viatcheslav Chevtchouk | Chakhtar Donetsk         | 20 (0)          | 13 mai 1979       | 0               | 0               | 0               | 0               | 0               |
| 17                 | Taras Mykhalyk         | Dynamo Kiev              | 25 (0)          | 28 octobre 1983   | 2               | 0               | 0               | 0               | 0               |
| 20                 | Iaroslav Rakitsky      | Chakhtar Donetsk         | 14 (3)          | 3 août 1989       | 0               | 0               | 0               | 0               | 0               |
| 21                 | Bohdan Boutko          | Illitchivets Marioupol   | 7 (0)           | 13 janvier 1991   | 0               | 0               | 0               | 0               | 0               |
| Milieux de terrain |                        |                          |                 |                   |                 |                 |                 |                 |                 |
| 4                  | Anatoli Tymochtchouk   | Bayern Munich            | 114 (4)         | 30 mars 1979      | 2               | 0               | 1               | 0               | 0               |
| 6                  | Denys Harmach          | Dynamo Kiev              | 4 (0)           | 19 avril 1990     | 0               | 0               | 0               | 0               | 0               |
| 8                  | Olexandre Aliev        | Dynamo Kiev              | 25 (6)          | 3 février 1985    | 1               | 0               | 0               | 0               | 0               |
| 9                  | Oleh Houssiev          | Dynamo Kiev              | 69 (9)          | 25 avril 1983     | 2               | 0               | 0               | 0               | 0               |
| 14                 | Rouslan Rotan          | FC Dnipro Dnipropetrovsk | 56 (6)          | 29 octobre 1981   | 1               | 0               | 0               | 0               | 0               |
| 18                 | Serhi Nazarenko        | Tavria Simferopol        | 47 (12)         | 16 février 1980   | 2               | 0               | 0               | 0               | 0               |
| 19                 | Ievhen Konoplianka     | FC Dnipro Dnipropetrovsk | 16 (5)          | 29 septembre 1989 | 2               | 0               | 0               | 0               | 0               |
| Attaquants         |                        |                          |                 |                   |                 |                 |                 |                 |                 |
| 7                  | Andri Chevtchenko      | Dynamo Kiev              | 105 (46)        | 29 septembre 1976 | 2               | 2               | 0               | 0               | 0               |
| 10                 | Andri Voronine         | Dynamo Moscou            | 70 (7)          | 21 juillet 1979   | 2               | 0               | 0               | 0               | 0               |
| 11                 | Andri Iarmolenko       | Dynamo Kiev              | 18 (7)          | 23 octobre 1989   | 2               | 0               | 0               | 0               | 0               |
| 15                 | Artsiom Milewski       | Dynamo Kiev              | 43 (7)          | 12 janvier 1985   | 2               | 0               | 0               | 0               | 0               |
| 16                 | Ievhen Selezniov       | Chakhtar Donetsk         | 27 (5)          | 20 juillet 1985   | 0               | 0               | 0               | 0               | 0               |
| 22                 | Marko Dević            | Metalist Kharkiv         | 18 (2)          | 27 octobre 1983   | 2               | 0               | 0               | 0               | 0               |

 = capitaine --  Gardien de butDéfenseurMilieu de terrainAttaquantSélectionneur

### Suède
Entraîneur :  Erik Hamrén
Le 14 mai, le sélectionneur annonce la liste des 23 joueurs.
| Numéro / Nom       | Numéro / Nom          | Équipe                     | Sél. (but)      | Date de naissance | J.              |                 |                 |                 |                 |
| Gardiens de but    | Gardiens de but       | Gardiens de but            | Gardiens de but | Gardiens de but   | Gardiens de but | Gardiens de but | Gardiens de but | Gardiens de but | Gardiens de but |
| ------------------ | --------------------- | -------------------------- | --------------- | ----------------- | --------------- | --------------- | --------------- | --------------- | --------------- |
| 1                  | Andreas Isaksson      | PSV Eindhoven              | 91 (0)          | 3 octobre 1981    | 1               | 0               | 0               | 0               | 0               |
| 12                 | Johan Wiland          | FC Copenhague              | 7 (0)           | 24 janvier 1981   | 0               | 0               | 0               | 0               | 0               |
| 23                 | Pär Hansson           | Helsingborgs IF            | 2 (0)           | 22 juin 1986      | 0               | 0               | 0               | 0               | 0               |
| Défenseurs         |                       |                            |                 |                   |                 |                 |                 |                 |                 |
| 2                  | Mikael Lustig         | Celtic Glasgow             | 23 (1)          | 13 décembre 1986  | 1               | 0               | 0               | 0               | 0               |
| 3                  | Olof Mellberg         | Olympiakos                 | 112 (7)         | 3 septembre 1977  | 1               | 0               | 0               | 0               | 0               |
| 4                  | Andreas Granqvist     | Genoa                      | 16 (2)          | 16 avril 1985     | 1               | 0               | 0               | 0               | 0               |
| 5                  | Martin Olsson         | Blackburn Rovers           | 8 (4)           | 17 mai 1988       | 1               | 0               | 0               | 0               | 0               |
| 13                 | Jonas Olsson          | West Bromwich Albion       | 6 (0)           | 10 mars 1983      | 0               | 0               | 0               | 0               | 0               |
| 15                 | Mikael Antonsson      | Bologne Football Club 1909 | 4 (0)           | 31 mai 1981       | 0               | 0               | 0               | 0               | 0               |
| 17                 | Behrang Safari        | RSC Anderlecht             | 23 (0)          | 9 février 1985    | 0               | 0               | 0               | 0               | 0               |
| Milieux de terrain |                       |                            |                 |                   |                 |                 |                 |                 |                 |
| 6                  | Rasmus Elm            | AZ Alkmaar                 | 22 (1)          | 17 mars 1988      | 1               | 0               | 1               | 0               | 0               |
| 7                  | Sebastian Larsson     | Sunderland                 | 39 (5)          | 6 juin 1985       | 1               | 0               | 0               | 0               | 0               |
| 8                  | Anders Svensson       | IF Elfsborg                | 126 (18)        | 17 juillet 1976   | 1               | 0               | 0               | 0               | 0               |
| 9                  | Kim Källström         | Olympique lyonnais         | 90 (16)         | 24 août 1982      | 1               | 0               | 1               | 0               | 0               |
| 16                 | Pontus Wernbloom      | CSKA Moscou                | 21 (2)          | 25 juin 1986      | 0               | 0               | 0               | 0               | 0               |
| 18                 | Samuel Holmén         | İstanbul BB                | 25 (2)          | 28 juin 1984      | 0               | 0               | 0               | 0               | 0               |
| 19                 | Emir Bajrami          | FC Twente                  | 15 (2)          | 7 mars 1988       | 0               | 0               | 0               | 0               | 0               |
| 21                 | Christian Wilhelmsson | Al-Hilal FC                | 72 (8)          | 8 décembre 1979   | 1               | 0               | 0               | 0               | 0               |
| Attaquants         |                       |                            |                 |                   |                 |                 |                 |                 |                 |
| 10                 | Zlatan Ibrahimović    | Milan AC                   | 75 (29)         | 3 octobre 1981    | 1               | 1               | 0               | 0               | 0               |
| 11                 | Johan Elmander        | Galatasaray                | 63 (16)         | 27 mai 1981       | 1               | 0               | 0               | 0               | 0               |
| 14                 | Tobias Hysén          | IFK Göteborg               | 21 (7)          | 9 mars 1982       | 0               | 0               | 0               | 0               | 0               |
| 20                 | Ola Toivonen          | PSV Eindhoven              | 22 (4)          | 3 juillet 1986    | 1               | 0               | 0               | 0               | 0               |
| 22                 | Markus Rosenberg      | Werder Brême               | 30 (6)          | 27 septembre 1982 | 1               | 0               | 0               | 0               | 0               |

 = capitaine --  Gardien de butDéfenseurMilieu de terrainAttaquantSélectionneur

### Angleterre
Entraîneur :  Roy Hodgson
Le 16 mai, la liste des 23 joueurs est annoncée. Le 25 mai, John Ruddy déclare forfait et est remplacé par la sensation Jack Butland. Puis, c'est au tour de Gareth Barry, Frank Lampard, puis Gary Cahill d'être remplacés respectivement par Phil Jagielka, Jordan Henderson et Martin Kelly.
| Numéro / Nom       | Numéro / Nom            | Équipe            | Sél. (but)      | Date de naissance | J.              |                 |                 |                 |                 |
| Gardiens de but    | Gardiens de but         | Gardiens de but   | Gardiens de but | Gardiens de but   | Gardiens de but | Gardiens de but | Gardiens de but | Gardiens de but | Gardiens de but |
| ------------------ | ----------------------- | ----------------- | --------------- | ----------------- | --------------- | --------------- | --------------- | --------------- | --------------- |
| 1                  | Joe Hart                | Manchester City   | 17 (0)          | 19 avril 1987     | 1               | 0               | 0               | 0               | 0               |
| 12                 | Robert Green            | West Ham United   | 11 (0)          | 18 janvier 1980   | 0               | 0               | 0               | 0               | 0               |
| 23                 | Jack Butland            | Birmingham City   | 0 (0)           | 10 mars 1993      | 0               | 0               | 0               | 0               | 0               |
| Défenseurs         |                         |                   |                 |                   |                 |                 |                 |                 |                 |
| 2                  | Leighton Baines         | Everton           | 7 (0)           | 11 décembre 1984  | 0               | 0               | 0               | 0               | 0               |
| 3                  | Ashley Cole             | Chelsea           | 93 (0)          | 20 décembre 1980  | 1               | 0               | 0               | 0               | 0               |
| 5                  | Martin Kelly            | Liverpool FC      | 1 (0)           | 27 avril 1990     | 0               | 0               | 0               | 0               | 0               |
| 6                  | John Terry              | Chelsea           | 72 (6)          | 7 décembre 1980   | 1               | 0               | 0               | 0               | 0               |
| 13                 | Glen Johnson            | Liverpool         | 35 (1)          | 23 août 1984      | 1               | 0               | 0               | 0               | 0               |
| 17                 | Phil Jones              | Manchester United | 4 (0)           | 21 février 1992   | 0               | 0               | 0               | 0               | 0               |
| 20                 | Joleon Lescott          | Manchester City   | 14 (0)          | 16 août 1982      | 1               | 1               | 0               | 0               | 0               |
| Milieux de terrain |                         |                   |                 |                   |                 |                 |                 |                 |                 |
| 4                  | Steven Gerrard          | Liverpool         | 90 (19)         | 30 mai 1980       | 1               | 0               | 0               | 0               | 0               |
| 7                  | Scott Parker            | Tottenham         | 11 (0)          | 13 octobre 1980   | 1               | 0               | 0               | 0               | 0               |
| 8                  | Jordan Henderson        | Liverpool FC      | 2 (0)           | 17 juin 1990      | 1               | 0               | 0               | 0               | 0               |
| 11                 | Ashley Young            | Manchester United | 19 (5)          | 9 juillet 1985    | 1               | 0               | 1               | 0               | 0               |
| 14                 | Theo Walcott            | Arsenal           | 22 (3)          | 16 mars 1989      | 1               | 0               | 0               | 0               | 0               |
| 16                 | James Milner            | Manchester City   | 24 (0)          | 4 janvier 1986    | 1               | 0               | 0               | 0               | 0               |
| 18                 | Phil Jagielka           | Everton           | 52 (3)          | 17 août 1982      | 0               | 0               | 0               | 0               | 0               |
| 21                 | Stewart Downing         | Liverpool         | 33 (0)          | 22 juillet 1984   | 0               | 0               | 0               | 0               | 0               |
| 22                 | Alex Oxlade-Chamberlain | Arsenal           | 0 (0)           | 15 août 1993      | 1               | 0               | 1               | 0               | 0               |
| Attaquants         |                         |                   |                 |                   |                 |                 |                 |                 |                 |
| 9                  | Andy Carroll            | Liverpool         | 3 (1)           | 6 janvier 1989    | 0               | 0               | 0               | 0               | 0               |
| 10                 | Wayne Rooney            | Manchester United | 73 (28)         | 24 octobre 1985   | 0               | 0               | 0               | 0               | 0               |
| 15                 | Jermain Defoe           | Tottenham         | 46 (15)         | 7 octobre 1982    | 1               | 0               | 0               | 0               | 0               |
| 19                 | Danny Welbeck           | Manchester United | 4 (0)           | 26 novembre 1990  | 1               | 0               | 0               | 0               | 0               |

 = capitaine --  Gardien de butDéfenseurMilieu de terrainAttaquantSélectionneur

### France
Entraîneur :  Laurent Blanc
Le 9 mai, le sélectionneur annonce une première liste de douze joueurs évoluant à l'étranger. Le 15 mai, la liste de quinze joueurs jouant en France est dévoilée. Le joueur de Tottenham, Younès Kaboul déclare forfait le même jour. La liste comporte 26 joueurs. Le 29 mai, la liste est réduite au groupe final de 23 joueurs.
| Numéro / Nom       | Numéro / Nom       | Équipe                 | Sél. (but)      | Date de naissance | J.              |                 |                 |                 |                 |
| Gardiens de but    | Gardiens de but    | Gardiens de but        | Gardiens de but | Gardiens de but   | Gardiens de but | Gardiens de but | Gardiens de but | Gardiens de but | Gardiens de but |
| ------------------ | ------------------ | ---------------------- | --------------- | ----------------- | --------------- | --------------- | --------------- | --------------- | --------------- |
| 1                  | Hugo Lloris        | Olympique lyonnais     | 37 (0)          | 26 décembre 1986  | 4               | 0               | 0               | 0               | 0               |
| 16                 | Steve Mandanda     | Olympique de Marseille | 15 (0)          | 28 mars 1985      | 0               | 0               | 0               | 0               | 0               |
| 23                 | Cédric Carrasso    | Girondins de Bordeaux  | 1 (0)           | 30 décembre 1981  | 0               | 0               | 0               | 0               | 0               |
| Défenseurs         |                    |                        |                 |                   |                 |                 |                 |                 |                 |
| 2                  | Mathieu Debuchy    | Lille OSC              | 9 (1)           | 28 juillet 1985   | 4               | 0               | 1               | 0               | 0               |
| 3                  | Patrice Évra       | Manchester United      | 42 (0)          | 15 mai 1981       | 1               | 0               | 0               | 0               | 0               |
| 4                  | Adil Rami          | Valence CF             | 24 (1)          | 27 décembre 1985  | 4               | 0               | 0               | 0               | 0               |
| 5                  | Philippe Mexès     | AC Milan               | 29 (1)          | 30 mars 1982      | 3               | 0               | 2               | 0               | 0               |
| 13                 | Anthony Réveillère | Olympique lyonnais     | 18 (1)          | 10 novembre 1979  | 1               | 0               | 0               | 0               | 0               |
| 21                 | Laurent Koscielny  | Arsenal FC             | 4 (0)           | 10 septembre 1985 | 1               | 0               | 0               | 0               | 0               |
| 22                 | Gaël Clichy        | Manchester City        | 15 (0)          | 26 juillet 1985   | 3               | 0               | 0               | 0               | 0               |
| Milieux de terrain |                    |                        |                 |                   |                 |                 |                 |                 |                 |
| 6                  | Yohan Cabaye       | Newcastle United       | 16 (1)          | 14 janvier 1986   | 3               | 1               | 1               | 0               | 0               |
| 8                  | Mathieu Valbuena   | Olympique de Marseille | 12 (2)          | 28 septembre 1984 | 0               | 0               | 0               | 0               | 0               |
| 11                 | Samir Nasri        | Manchester City        | 35 (4)          | 26 juin 1987      | 4               | 1               | 0               | 0               | 0               |
| 12                 | Blaise Matuidi     | Paris SG               | 4 (0)           | 9 avril 1987      | 0               | 0               | 0               | 0               | 0               |
| 15                 | Florent Malouda    | Chelsea FC             | 80 (9)          | 13 juin 1980      | 3               | 0               | 0               | 0               | 0               |
| 17                 | Yann M'Vila        | Stade rennais          | 22 (1)          | 29 juin 1990      | 3               | 0               | 0               | 0               | 0               |
| 18                 | Alou Diarra        | Olympique de Marseille | 44 (0)          | 15 juillet 1981   | 3               | 0               | 0               | 0               | 0               |
| 19                 | Marvin Martin      | FC Sochaux             | 14 (2)          | 10 janvier 1988   | 2               | 0               | 0               | 0               | 0               |
| Attaquants         |                    |                        |                 |                   |                 |                 |                 |                 |                 |
| 7                  | Franck Ribéry      | Bayern Munich          | 64 (10)         | 7 avril 1983      | 4               | 0               | 0               | 0               | 0               |
| 9                  | Olivier Giroud     | Montpellier HSC        | 9 (1)           | 30 septembre 1986 | 3               | 0               | 0               | 0               | 0               |
| 10                 | Karim Benzema      | Real Madrid            | 49 (15)         | 19 décembre 1987  | 4               | 0               | 0               | 0               | 0               |
| 14                 | Jérémy Ménez       | Paris SG               | 16 (2)          | 7 mai 1987        | 3               | 1               | 2               | 0               | 0               |
| 20                 | Hatem Ben Arfa     | Newcastle United       | 13 (2)          | 7 mars 1988       | 2               | 0               | 0               | 0               | 0               |

 = capitaine --  Gardien de butDéfenseurMilieu de terrainAttaquantSélectionneur